# Вокеша (округ, Вісконсин)
Шаблон:StateAbbr_ 43°01′ пн. ш. 88°19′ зх. д. / 43.02° пн. ш. 88.31° зх. д.
 Вокеша (англ. Waukesha County) — округ (графство) у штаті  Вісконсин. Ідентифікатор округу 55133.

## Історія
Округ утворений 1846 року.

## Демографія
За даними перепису 
2000 року 
загальне населення округу становило 360767 осіб, зокрема міського населення було 316651, а сільського — 44116.
Серед них чоловіків — 177484, а жінок — 183283. В окрузі було 135229 домогосподарств, 100502 родин, які мешкали в 140309 будинках.
Середній розмір родини становив 3,08.
Віковий розподіл населення поданий у таблиці:
| Стать    | До 15 років | 15-21 | 22-29 | 30-39 | 40-49 | 50-65 | 65-85 | Понад 85 |
| -------- | ----------- | ----- | ----- | ----- | ----- | ----- | ----- | -------- |
| Чоловіки | 39431       | 16761 | 14312 | 26947 | 32031 | 29811 | 16733 | 1458     |
| Жінки    | 38470       | 15073 | 13741 | 28520 | 31984 | 30252 | 21254 | 3989     |

## Суміжні округи
- Вашингтон — північ
- Озокі — північний схід
- Мілвокі — схід
- Расін — південний схід
- Волворт — південний захід
- Джефферсон — захід
- Додж — північний захід

## Виноски
1. ↑  American FactFinder. Бюро перепису населення США. Архів оригіналу за 26 лютого 2012. Процитовано 31 січня 2008.

| США | Це незавершена стаття з географії США. Ви можете допомогти проєкту, виправивши або дописавши її. |